# Parafia św. Jana Bosko w Szumbarku
Parafia św. Jana Bosko w Szumbarku – parafia rzymskokatolicka znajdująca się w Hawierzowie, w dzielnicy Szumbark, w kraju morawsko-śląskim w Czechach. Należy do dekanatu Karwina diecezji ostrawsko-opawskiej.
Jest to najmłodsza parafia w dekanacie. Budowę kościoła na osiedlu w Szumbarku rozpoczęto w 1997, a jego poświęcenie nastąpiło w 2002. Parafię erygowano w 2003. Znajduje się pod opieką ostrawskich Salezjan.